# Kernenergie in Ungarn
Der erste kommerziell genutzte Kernreaktor Ungarns Paks 1 ging 1982 in Betrieb, die Reaktoren 2 bis 4 folgten bis 1987, seitdem beträgt die installierte Nettogesamtleistung an diesem einzigen Standort Ungarns 1.889 MW.
Der Anteil der Kernkraft an der Gesamtstromerzeugung liegt bei etwa 50 %. Im Jahr 2015 wurden in Ungarn 30 TWh Elektrizität erzeugt, davon stammten 16 TWh aus Kernkraftwerken.

## Liste der Kernreaktoren in Ungarn
| Name | Block | Reaktor- typ | Modell     | Status     | Leistung [MWe] | Leistung [MWe] | Bau- beginn | Erste Netz- synchro- nisation | Kommer- zieller Betrieb (geplant) | Abschal- tung (geplant) | Ein- speisung [TWh] |
| Name | Block | Reaktor- typ | Modell     | Status     | Netto          | Brutto         | Bau- beginn | Erste Netz- synchro- nisation | Kommer- zieller Betrieb (geplant) | Abschal- tung (geplant) | Ein- speisung [TWh] |
| ---- | ----- | ------------ | ---------- | ---------- | -------------- | -------------- | ----------- | ----------------------------- | --------------------------------- | ----------------------- | ------------------- |
| Paks | 1     | PWR          | WWER V-213 | In Betrieb | 479            | 500            | 01.08.1974  | 28.12.1982                    | 10.08.1983                        | –                       | 119,98              |
| Paks | 2     | PWR          | WWER V-213 | In Betrieb | 477            | 500            | 01.08.1974  | 06.10.1984                    | 14.11.1984                        | –                       | 110,60              |
| Paks | 3     | PWR          | WWER V-213 | In Betrieb | 473            | 500            | 01.10.1979  | 28.09.1986                    | 01.12.1986                        | –                       | 109,19              |
| Paks | 4     | PWR          | WWER V-213 | In Betrieb | 473            | 500            | 01.10.1979  | 16.08.1987                    | 01.11.1987                        | –                       | 109,76              |

## Geschichte
Der erste Versuchsreaktor wurde 1959 in Betrieb genommen; der erste kommerziell genutzte Reaktorblock folgte 1982 beim Kernkraftwerk Paks.

## Kernkraftwerk Paks
Im Februar 2009 verlangte überraschend Premier Ferenc Gyurcsány, die Kapazität des Atomkraftwerks Paks solle auf 4000 MW verdoppelt werden. Fachkreise hielten bzw. halten es für unmöglich, dass der ungarische Staat das Geld für diesen Ausbau aufbringen kann. Im April 2009 beschloss das ungarische Parlament in einer Grundsatzentscheidung, Vorbereitungen für den Bau eines neuen Reaktorblocks in Paks aufzunehmen. Im Zuge der Wirtschaftskrise 2009/10 kam Ungarn in Schwierigkeiten und musste den IWF um Hilfe bitten.
Die Hochwasser im Juni 2009, Mai/Juni 2010 und Mai/Juni 2013 zeigten, dass es eine Gefahr katastrophaler Donau-Hochwasser gibt.
Es läuft  ein Verfahren zur Verlängerung der Laufzeit für die vier Reaktoren in Paks. Sicherheits- und Kontrolleinrichtungen im Wert von etwa 20 Millionen Euro (ein von Siemens geführtes Konsortium baute sie ein) werden als Argument gegen die ursprünglichen Pläne (Stilllegung der vier Blöcke in den Jahren 2012 bis 2017) vorgebracht.
Im Januar 2014 einigten sich die Präsidenten Russlands und Ungarns, Wladimir Putin und Viktor Orbán, auf den Bau von zwei WWER-Reaktorblöcken am Atomkraftwerk Paks mit einer Leistung von je 1200 MW und Baukosten von 10 bis 12 Mrd. Euro, die über russische Kredite finanziert werden sollten, durch die Föderale Agentur für Atomenergie Russlands (RosAtom). Am 25. August 2022 wurde seitens der ungarischen Atombehörde (HAEA) die Baugenehmigung für Block 5 und 6 erteilt. Ziel ist es, dass die beiden neuen Blöcke bis 2030 in Betrieb genommen werden können. Im Juli 2023 begannen Vorarbeiten für Paks II, der zuständige Außen- und Handelsminister Péter Szijjártó und Rosatom erwarten eine Inbetriebnahme 2030/31.

## Radioaktiver Abfall
In Ungarn ist die Public Limited Company for Radioactive Waste Management (PURAM) für die Verwaltung radioaktiver Abfälle und abgebrannter Brennelemente zuständig. Zu den Aufgaben des Unternehmens gehören der Betrieb bestehender Anlagen, die Endlagerung hochradioaktiver Abfälle sowie die Stilllegung nuklearer Einrichtungen. Zur Finanzierung dieser Aufgaben wurde gemäß dem ungarischen Atomenergiegesetz ein Zentraler Nuklearer Finanzfonds eingerichtet, der durch Zahlungen jener Einrichtungen gespeist wird, in denen radioaktive Abfälle entstehen. Das Zwischenlager für abgebrannte Brennelemente befindet sich in Paks, südlich des dort gelegenen Kernkraftwerks. Die National Radioactive Waste Repository in Bátaapáti dient der Endlagerung schwach- und mittelradioaktiver Abfälle aus dem Betrieb des Kernkraftwerks Paks. Darüber hinaus befindet sich die Radioactive Waste Treatment and Disposal Facility in Püspökszilágy, die für die Entsorgung von nicht-energiebezogenen radioaktiven Abfällen genutzt wird.